# Joseph Hartmann Stuntz
Joseph Hartmann Stuntz (Arlesheim, Suïssa, 23 de juliol de 1793 - Múnic, Alemanya, 18 de juny de 1859) fou un compositor suís.
Estudià en la capital de la Baviera i el 1819 es dirigí a Milà, on estrenà amb èxit l'òpera La Rapperesaglia. L'any següent va compondre pel teatre de La Fenice, de Venècia, l'òpera Constantino, representada també amb èxit, el mateix en aquesta població que en altres d'Itàlia i Alemanya. Amb igual fortuna estrenà Elvira e Lucindo (Milà, 1821) i Argene ed Almira (Torí, 1822). Cridat poc temps després a Múnic, acceptà la plaça de mestre de cors del teatre Alemany d'aquella ciutat, succeint en aquesta direcció a Froenzel en la direcció del mateix i el 1826 succeí a Peter Winter com a mestre de capella del rei, càrrec que desenvolupà fins a la seva mort.
Entre les altres obres dramàtiques que va compondre figuren: Enric IV a Givry; Caribald; Scloss Gowinsky; Rosa i el ball Alasman & Balsora; també deixà escrites moltes misses solemnes amb orquestra, ofertoris, un Stabat Mater, cors, simfonies, música di camera i altres obres.